# 威爾遜 (密歇根州)
威爾遜（英語：Wilson）是位於美國密歇根州梅諾米尼縣哈里斯鎮區的一個非建制地區，位處鮑爾斯東北偏東4.5英里（7.2）。

## 地理
威爾遜所處的海拔為高於海平面242米（即794英呎），而該地所採用的時區為UTC-6，即北美中部時區（CST）。同時該地設有夏令時間，為UTC-6調快一小時，即UTC-5（CDT）。